# Горси
Горси́ (фр. Gorcy) — коммуна во французском департаменте Мёрт и Мозель региона Лотарингия. Относится к  кантону Мон-Сен-Мартен.	

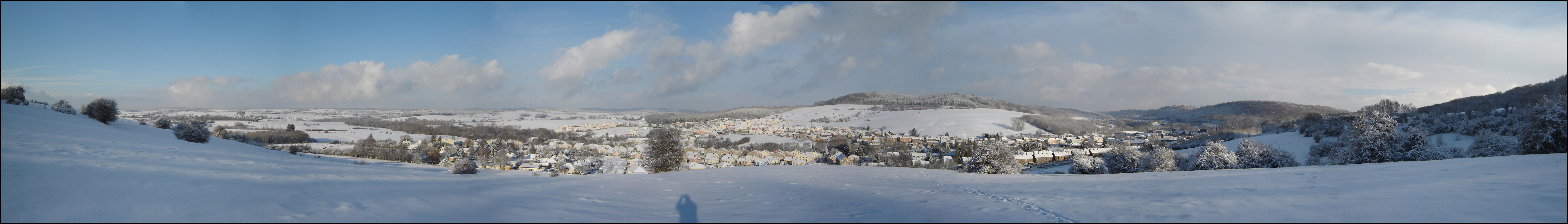
Панорама Горси.

## География
Горси расположен в 60 км к северо-западу от Меца на границе с Бельгией. Соседние коммуны: Мюсон на северо-востоке (на бельгийской стороне), Кон-э-Ромен на юго-востоке, Сен-Панкре и Виль-Удлемон на западе.

## История

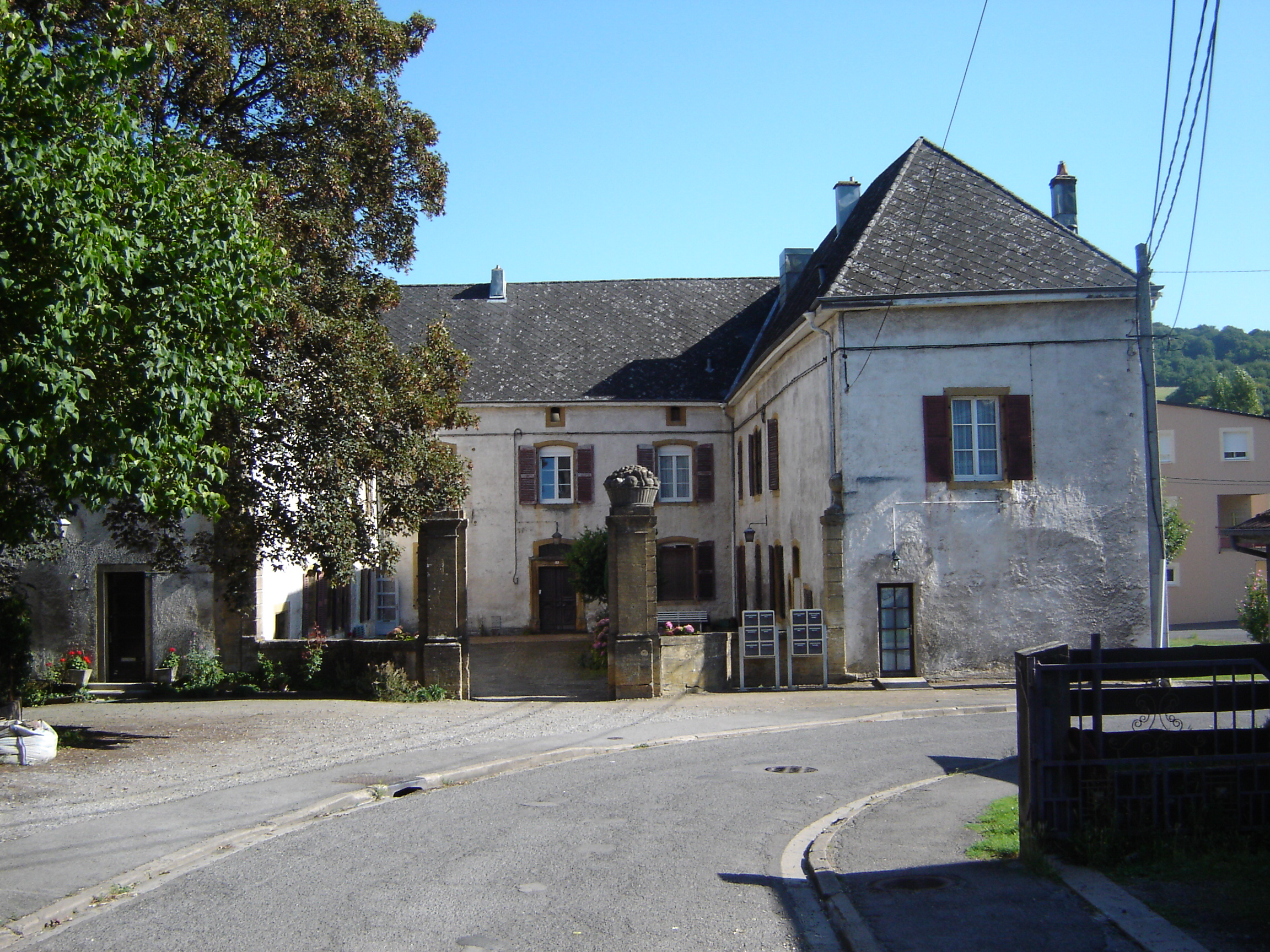
Замок де ла Мартиньер. Горси.

Горси относился к исторической провинции Барруа герцогства Бар. В 1810 году к нему была присоединена коммуна Кюссиньи.

## Металлургия
Металлургия являлась главной экономической активностью города в 19-20 веках. Первая доменная печь здесь была сооружена в 1832 году Жан-Жозефом Лаббе. В 1846-1848 годах появились ещё две домны. Металлургический завод был частично разрушен во время войны в 1870 году, но позже восстановлены, а в 1877 году печи были заменены на более мощные. После Первой мировой войны Металлургическое общество Горси эксплуатировало две печи, которые были разобраны в 1930-х годах.  

## Демография
Население коммуны на 2010 год составляло 2429 человек.
| 1962 | 1968 | 1975 | 1982 | 1990 | 1999 | 2010 |
| ---- | ---- | ---- | ---- | ---- | ---- | ---- |
| 2228 | 2364 | 2686 | 2473 | 2168 | 2123 | 2429 |